# Wazimbo
Humberto Carlos Benfica, conegut com a Wazimbo (Chibuto, província de Gaza, 11 de novembre de 1948), és una de les veus més grans de Moçambic i un dels més famosos cantants de marrabenta. Nascut a Chibuto, es va traslladar a la capital, Lourenço Marques (actual Maputo), on va créixer al barri popular de Mafalala. Allí va començar com a membre vocal dels grups locals "Silverstars" i "Geiziers". Més tard, es va incorporar a l'Orchestra Marrabenta Star de Moçambique.

## Carrera
Wazimbo va començar a cantar el 1964 amb el grup moçambiquès Silverstars i va continuar com a cantant amb els Geiziers, realitzant una barreja de música colonial i pop internacional amb un to brasiler a Maputo. El 1972 va signar el seu primer contracte com a cantant professional i va marxar dos anys a Angola. El 1974, va tornar a Moçambic i va participar activament a l'African Music Association.
Després de la independència, Wazimbo va treballar amb la gran banda de l'emissora nacional de ràdio, Rádio Moçambique (RM). Es va convertir en vocalista principal de l'Orchestra Marrabenta Star de Moçambique el 1979 i va treballar amb diversos membres de la gran banda de RM. Dirigida per Wazimbo, l'Orchestra Marrabenta Star de Moçambique va desenvolupar un estil funky de marrabenta amb guitarres elèctriques, potents línies de vent i veus properes al soul.
Després d'esdevenir força popular a Moçambic, va fer una gira per Europa i va treure dos CDs en la discogràfica alemanya Piranha. Ambdós van presentar una variada barreja d'estils de ball més la balada ocasional i sorprenent. Els anys noranta van veure un retorn a la pau a Moçambic, però aleshores no hi havia estudis de gravació ni sales de música, i el grup es va dissoldre finalment el 1995.

## Cançó de marca comercial i èxit internacional
Una de les obres més famoses d'aquest artista és la balada Nwahulwana ("ocell nocturn"), llançat per primera vegada en 1988. La cançó va aparèixer en un comercial de Microsoft a Califòrnia, i en 2001 va formar part de la banda sonora de la pel·lícula The Pledge (dirigida per Sean Penn i protagonitzada per Jack Nicholson).
En la cançó, Wazimbo expressa tristesa en l'estil de vida d'una jove meravellosa, a la qual ell es refereix com "la seva germana - Maria", perdent la vida amb un home diferent cada nit. Un extracte de la cançó es pot traduir com: ts un ocell nocturn, movent-se després de la foscor de barra en barra.

## Discografia parcial
- 2001 CD Nwahulwana (Piranha CD-PIR 1572), amb Orchestra Marrabenta Star de Moçambique[5]
- 1996 CD Marrabenta Piquenique (Piranha CD-PIR 1043)
- 1989 CD IndepenDance (Piranha CD-PIR 15)[6]